# Setchellanthus caeruleus
Setchellanthus caeruleus Brandegee, 1909 è una pianta angiosperma dell'ordine Brassicales. È l'unica specie nota del genere Setchellanthus Brandegee e della famiglia Setchellanthaceae Iltis, 1999.

## Distribuzione e habitat
Questa specie è un endemismo del Messico (stati di Durango, Coahuila, Puebla, Oaxaca).

## Tassonomia
In passato il genere Setchellanthus era attribuito alla famiglia Capparaceae.
La moderna classificazione APG lo ha segregato in una famiglia a sé stante (Setchellanthaceae).